# گابریله چیمینی
گابریله چیمینی (ایتالیایی: Gabriele Cimini؛ زادهٔ ۹ ژوئن ۱۹۹۴) شمشیرباز اهل ایتالیا است.